# 17. Luftwaffen-Felddivision
Die 17. Luftwaffen-Felddivision war ein militärischer Verband der Wehrmacht während des Zweiten Weltkrieges. 

## Geschichte

### Aufstellung
Sie wurde am 1. Dezember 1942 unter dem Kommando des XIII. Fliegerkorps aus überschüssigem Personal der Luftwaffe aufgestellt.

### Atlantikwall
Von Februar 1943 bis September 1944 in Frankreich zur Küstenverteidigung der besetzten französischen Küste im Gebiet von Le Havre zum Einsatz.

## 17. Feld-Division (L)

### Aufstellung durch Umbenennung
Am 1. November 1943 wurde die Division ins Heer überführt und in 17. Feld-Division (L) umbenannt. 

### Auflösung
Nach den Kämpfen nach der alliierten Landung wurde der Verband im September 1944 aufgelöst.

### Verwendung der Reste der Division
Ihr Personal und ihre Ausrüstung gingen zur 167. Volksgrenadier-Division.

## Kommandeure
- Oberst Hans Korte (Dezember 1942 – 25. Januar 1943)
- Generalmajor Herbert Olbrich (25. Januar – 30. Oktober 1943)
- Generalmajor Hanskurt Höcker (5. November 1943 – 9. September 1944)

## Bekannte Divisionsangehörige
- Rudolf Kellermayr (1921–2014), war Direktor des Akademischen Gymnasiums in Graz